# Квинтон (Оклахома)
Квинтон (енгл. Quinton) град је у америчкој савезној држави Оклахома.

## Демографија
По попису из 2010. године број становника је 1.051, што је 20 (-1,9%) становника мање него 2000. године.
| Група             | 2000.       | 2010.       |
| Белци             | 852 (79,6%) | 748 (71,2%) |
| Афроамериканци    | 2 (0,2%)    | 5 (0,5%)    |
| Азијати           | 2 (0,2%)    | 1 (0,1%)    |
| Хиспаноамериканци | 10 (0,9%)   | 37 (3,5%)   |
| Укупно            | 1.071       | 1.051       |